# 代斯特尔贝亨
代斯特尔贝亨（荷蘭語：Destelbergen，荷蘭語發音：[ˌdɛstəlˈbɛrɣə(n)] ⓘ）是比利时弗拉芒大區东佛兰德省根特區的一个市镇，通行荷蘭語，是弗拉芒社群的一部分，面积26.71平方千米，人口18,026人（2018年1月1日）。